# 曹莊公
曹莊公（？—前671年），即姬射姑，為春秋諸侯國曹國君主之一，他為曹桓公兒子，承襲曹桓公擔任該國君主，在位31年。